# 니야야 학파
니야야 학파(Nyāya)는 힌두교의 정통 육파철학 중의 하나로, 정리론(正理論) 또는 정리학파(正理學派)라고도 한다.
"니야야"란 법칙 · 규범 등을 뜻한다. 《베다》 연구를 할 때의 여러 가지 변론이나 사고(思考)에 있어서 논증상의 법칙이나 규약이 설정되고 이러한 것에 관한 연구와 교의가 이윽고 한 학파를 이루게 된 것으로 생각된다. 그 성격상 "(윤회의) 원인을 밝히는 논리"라는 의미에서 인명(因明) 혹은 인론(因論)이라고도 부르지만 논리학적 연구는 힌두교의 다른 철학 학파에도 큰 영향을 미쳤다.
창시자는 고타마(가우타마 · 아구바다 · 足目)라고도 하나 분명치 않다. 근본경전으로서는 《니야야 수트라》가 있으며 《정리경(正理經)》이라고 번역된다. 《니야야 수트라》는 250~350년경에 편찬되었다.
니야야 학파의 성립은 약 1세기경으로 추정된다. 니야야 학파의 자연철학과 형이상학은 거의 바이셰시카 학파의 철학을 계승한 것으로 대체로 바이셰시카 학파와 유사하다. 해탈론은 불교와 삼키아 학파의 영향을 받았다. 다른 힌두교 철학 학파들과 마찬가지로 해탈을 인생의 궁극적 목표로 삼았으며, 《니야야 수트라》에 정해진 참된 지식(眞知)의 대상인 16제(十六諦)를 바르게 알게 됨으로써 해탈이 달성된다고 주장하였다.
니야야 학파의 사상에는 불교의 영향을 볼 수 있을 뿐만 아니라 또한 논증 중심의 성격을 가진 것으로 인해 《베다》 신학의 주류들로부터는 냉담시되었다. 10세기 이후에는 바이셰시카 학파와 융합되었다. 13세기에 미티라에 강게샤(12세기?)가 나타나서 신니야야 학파를 창설하였다.

## 어원
인도에서 논리학 연구는 상당히 오래전부터 이루어지고 있었는데, 불교에서는 논리학을 인명(因明)이라고 부른다. 그러나 그것을 조직적으로 대성한 것은 니야야 학파이다. "니야야"라는 낱말의 문자 그대로의 의미는 이론(理論) 또는 정리(正理)이다. 그것이 후에는 논리학적 연구 전반의 의미가 되었고 다시 학파명으로 되었다.

## 기본 교의
니야야 학파는 약 1세기경에 성립된 것으로 추정된다. 니야야 학파의 우주발생론이나 극미론(極微論) 등의 자연철학과 형이상학은 거의 바이셰시카 학파의 철학을 계승하여 대체로 바이셰시카파와 유사하다. 해탈론에 있어서는 불교와 삼키아 학파의 영향을 받았다. 다른 철학 학파와 마찬가지로 해탈을 인생의 궁극적 목표로 삼았으며 그것은 《니야야 수트라》에 정해진 참된 지식의 참된 지식(眞知)의 대상인 16제(十六諦)를 올바르게 알게 됨으로써 달성되고, 또한 고(苦) · 생(生) · 동작 · 과실 · 사지(邪知)를 마지막 것으로부터 시작하여 순차적으로 없애 나가면 연쇄적으로 앞의 것이 소멸되어 해탈에 이를 수 있다고도 주장했다.

## 해탈론
니야야 학파의 교의에 따르면, 인생은 고(苦)에 번뇌하고 있는데, 그 원인은 인간이 생존(生存)하고 있기 때문이다. 인간이 생존(生存)은 인간이 활동(活動)을 하는 데 근거한다. 그런데 인간의 활동은 여러 가지 결점, 즉 탐욕 · 미워함 등에 근본하여 일어나는 것이며, 이런 결점은 "오류(誤謬)의 지(知)"에서 비롯된 것이다. 그러므로 인간에게서 일어나는 고(苦)의 근원을 추구해 들어가면, 결국 "오류의 지(知)"가 고(苦)가 일어나는 궁극적 근원임을 알 수 있다. 따라서 이 근본적인 오류의 인식(認識)을 제거하여 만유의 진실상을 인식할 것 같으면 자연히 고뇌를 이탈하게 된다. 이것이 모크샤(해탈)이다. 모크샤(해탈)에 이른 사람은 윤회의 굴레에서 벗어나 무엇에도 속박되지 않는다. 이러한 경지에 도달하기 위해서는 계율을 준수하고 요가수행을 해아만 한다.
니야야 학파는 바이셰시카 학파와 같이 한없이 많은 원자가 오랜 옛적부터 존재하여 불변불멸(不變不滅)이며 그것들이 합하여 자연 세계를 성립시키고 있다고 한다. 또 아트만의 존재를 적극적으로 논증하고 있다.

## 인식론
니야야 학파에서는 정당한 지식을 얻기 위한 인식방법으로 다음 네 가지를 주장한다.
1. 직접지각(直接知覺)
2. 추론(推論)
3. 유비(類比)
4. 신뢰할 만한 사람의 언어

이들 중 두 번째의 추론(推論)은 다음의 예와 같은 5분작법(五分作法)이라고 일컬어지는 논증 형식으로 이루어진다.
1. 주장(主張: 宗 · 종): 저 산(山)은 불을 가지고 있다.
2. 이유(理由: 因 · 인): 그것은 연기가 있기 때문이다.
3. 실례(實例: 喩 · 유): 어떤 것이든지 연기가 일어나는 곳에는 불이 있다. 비유컨대 아궁이와 같다.
4. 적용(適用: 合 · 합): 연기가 일어나는 아궁이와 같이 저 산의 경우에도 마찬가지이다.
5. 결론(結論: 結 · 결): 따라서 저 산은 불을 가지고 있다.

네 가지 인식방법 중 세 번째의 유비는, 예를 들어, 물소(水牛)는 소와 같은 것이라고 가르쳐지고 후에 실물(實物)인 물소를 보고서 이것이 물소라고 아는 경우이다.
네 가지 인식방법 중 네 번째의 신뢰할 만한 사람의 언어에는 《베다》가 포함된다. 이 네 번째 항목과 관련하여 니야야 학파에서는 미맘사 학파 등의 어상주론(語常住論)에 반대하였는데, 니야야 학파의 이러한 반대 의견은 바이셰시카파와 그 입장이 동일하다.

## 같이 보기
- 힌두 철학
- 바이셰시카 학파

## 참고 문헌
- 이 문서에는 다음커뮤니케이션(현 카카오)에서 GFDL 또는 CC-SA 라이선스로 배포한 글로벌 세계대백과사전의 내용을 기초로 작성된 글이 포함되어 있습니다.